# 郭裕怀
郭裕怀（1934年10月—），男，山西孝义人，中华人民共和国政治人物。

## 生平
1956年，毕业于山西师范学院生物系，1959年加入中国共产党。1965年，调国务院外文出版事业局秘书。1973年，历任中共吕梁地委宣传办公室副主任，1975年7月，任离石县委书记。1983年，突升至中共山西省委常委、山西省副省长。1995年政协山西省第七届委员会第三次会议上，当选为省政协主席。2000年卸任。